# Alcides sordidior
Alcides sordidior är en fjärilsart som beskrevs av Rothschild 1916. Alcides sordidior ingår i släktet Alcides och familjen Uraniidae. Inga underarter finns listade i Catalogue of Life.